# Sävtjärnen (Bjursås socken, Dalarna)
Sävtjärnen är en sjö i Falu kommun i Dalarna och ingår i Dalälvens huvudavrinningsområde.